# 총각선생
"총각선생"은 한국에서 제작된 최은희 감독의 1972년 영화이다. 신일룡 등이 주연으로 출연하였고 주동진 등이 제작에 참여하였다.

## 출연

### 주연
- 신일룡
- 나오미
- 윤두희

## 기타
- 조명: 윤창화
- 미술: 홍성칠